# بلهارسية منسونية
 بلهارسية منسونية أو بلهارسيا منسونية (بالإنجليزية: Schistosoma mansoni)‏ هي من أهم طفيليات الاٍنسان، ومن أبرز مسببات البلهارسيا. ينسب اسمها إلى الطبيب الإسكتلندي السير باتريك مانسون، الذي اكتشفها في فرموزا (تايوان).

## معرض الصُور

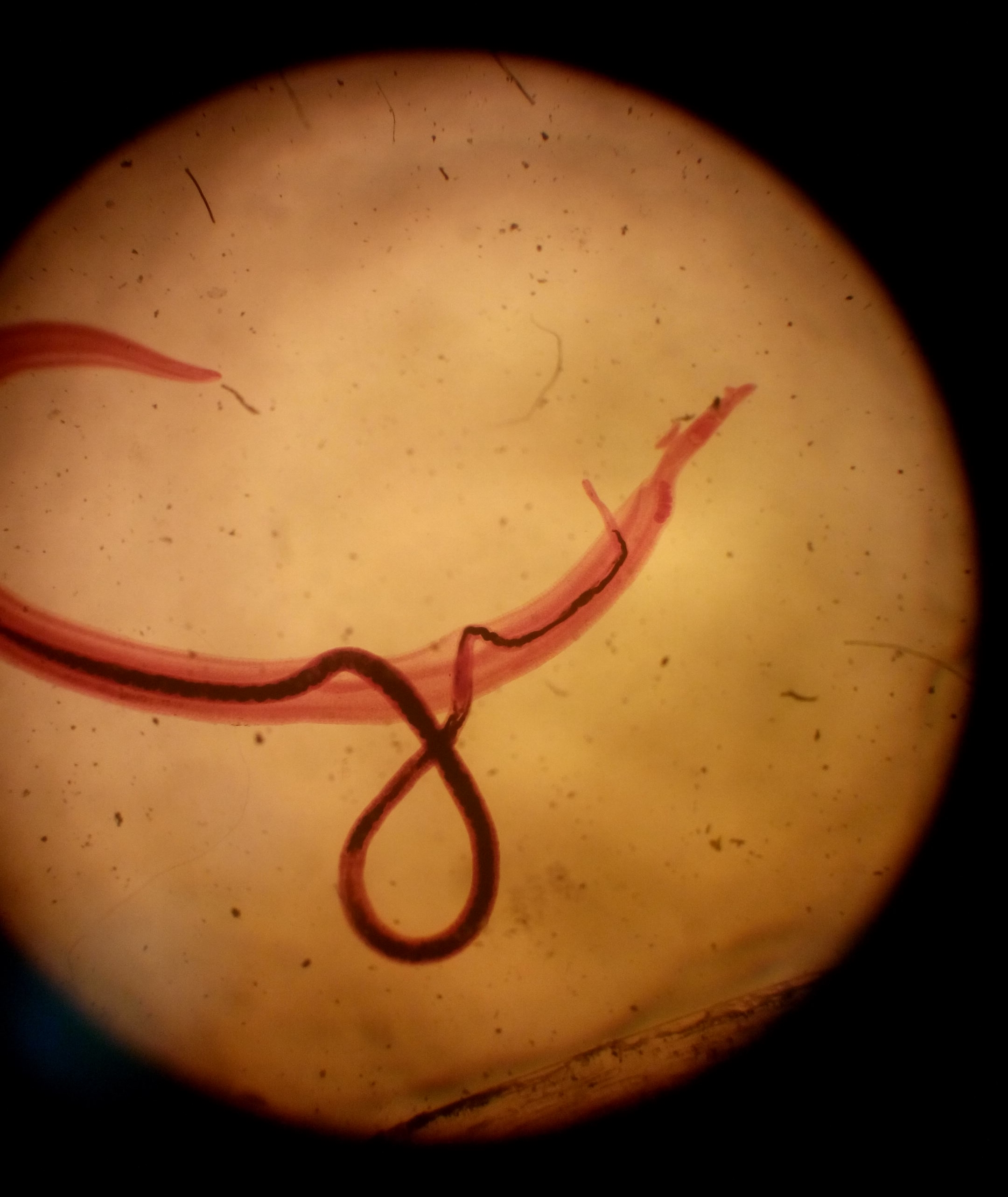
زوج من البلهارسية المنسونية بواسطة المجهر الضوئي